# Bahía Limón
Bahía Limón o a veces también llamada Bahía de Limón es un puerto natural situado en el extremo norte del Canal de Panamá, al oeste de las ciudades de Colón y Cristóbal en el país centroamericano de Panamá. Muchos barcos que esperan para entrar en el canal se quedan aquí, al abrigo de las tormentas con rompeolas.